# 列昂尼德·帕谢奇尼克
列昂尼德·伊万诺维奇·帕谢奇尼克（俄语：Леонид Иванович Пасечник；1970年3月15日—）是卢甘斯克人民共和国的元首，前任国家安全部长（2014-2017）。 帕谢奇尼克宣布他遵守新明斯克协议，声称“共和国将一贯履行这些协议所承担的义务。”
2018年，他因俄乌战争而受到英国政府的制裁。
2021年12月6日，帕塞奇尼克成为俄罗斯执政党统一俄罗斯党党员。统一俄罗斯党主席德米特里·梅德韦杰夫在莫斯科举行的该党年度代表大会上亲自向他颁发了党员证。

## 简历
帕谢奇尼克出生于1970年3月15日，他的父亲是苏联内政部打击盗窃社会主义财产部（ОБХСС）的一名警察，工作了26年。1975年，帕谢奇尼克全家搬到俄罗斯远东地区的马加丹，其中帕谢奇尼克的父亲從事矿务工作。
帕谢奇尼克毕业于顿涅茨克工程和信号兵高等军事政治学院，1993年加入乌克兰国家安全局。后在卢甘斯克州的乌克兰国家安全局担任打击违禁品行动的特遣队队长 和斯达汉诺夫区部队长。2006年8月15日，他以在伊兹瓦尔讷边境检查站（194万美元和7.24亿俄罗斯卢布）拦截大量违禁品同时拒绝受贿而闻名。
2007年3月，时任中校的他从乌克兰总统维克托·尤先科获得了乌克兰军事服务奖章，“在职责范围内表现出诚信和专业精神”。
2013年12月，在基辅抗议活动开始后，服役25年的他以上校军衔从乌克兰国家安全局退休。
随着乌克兰东南部武装冲突的爆发，2014年他支持亲俄罗斯的武装分子。2014年担任卢甘斯克人民共和国国家安全部长。
2017年11月21日，一群穿着无标志军服的武装人员在卢甘斯克首都市中心发动政变，这与卢甘斯克人民共和国首脑的伊戈尔·普洛特尼茨基和之前遭到解除职务的内政部长伊戈尔·科内之间的权力斗争有关 三天后，分裂主义者的网站声称，普罗特尼茨基因“健康原因”已经辞职，多次战争伤口以及爆炸伤害的影响了他的健康。 该网站表示，帕谢奇尼克被任命为代理领导人，“直到下一次选举。” 俄罗斯媒体报道说，普罗特尼茨基已于2017年11月23日经从俄罗斯逃离了卢甘斯克人民共和国。 11月25日，这个有38个成员的分离主义的共和国人民委员会一致通过了普洛特尼茨基的辞呈。 帕谢奇尼克宣布他坚持新明斯克协议，声称“共和国将始终如一地执行这些协议下所采取的义务。” 在2018年3月30日，帕谢奇尼克说：“我们卢甘斯克人民共和国的经验可以帮助所有乌克兰地区最终获得自由和独立，然后我们可以共同宣布建立一个新的乌克兰（邦联），让不同民族和文化的人民自由生活。”
2018年11月11日，卢甘斯克人民共和国举行总统选举，列昂尼德·帕谢奇尼克赢得了68.3%的支持率。

## 制裁[14]
2024年7月2日，乌克兰法院缺席判处卢甘斯克人民共和国主席列昂尼德·帕谢奇尼克12 年监禁，并没收财产。之前他被乌克兰缺席审判有密谋侵犯乌克兰领土完整和密谋通敌罪。

### 俄乌战争
2014年3月17日，因支持并实施破坏乌克兰领土完整、主权和独立、进一步破坏乌克兰稳定的行动和政策，被列入欧盟制裁名单。
2017年，被美国列入制裁名单。